# Stephen Hill (Sänger)
Stephen Hill (* 2. Oktober 1956 in Kirksville (Missouri); † 5. August 2012 in Lumberton, North Carolina) war ein US-amerikanischer Sänger und Songwriter christlicher Popmusik, des Southern Gospel.

## Leben
Stephen Hill wuchs in Greenville (South Carolina) auf. Er arbeitete zunächst als Backgroundsänger, unter anderem für Sam Moore, Dolly Parton, Nancy Sinatra und Hank Williams, Jr. Regelmäßig trat er in Konzerten für die Homecoming-Serie von Bill Gaither auf. Aufnahmen erschienen auf den hierzu veröffentlichten CDs und DVDs. Stephen Hill, der auch als Musiklehrer arbeitete, starb an den Folgen eines Herzinfarktes im Alter von 55 Jahren während einer Konzertreise. Er war 34 Jahre verheiratet und hinterließ seine Ehefrau und drei Kinder.